# ديفيد وايت (لاعب كريكت جنوب إفريقي)
ديفيد وايت (بالإنجليزية: David White)‏ (22 مايو 1991 في جنوب أفريقيا - ) هو لاعب كريكت جنوب أفريقي. لعب مع Eastern Province (cricket team) ‏.

## وصلات خارجية
- ديفيد وايت على موقع إي آس بي آن كريك إنفو (الإنجليزية)